# Смертельная гонка 3: Ад
«Смертельная гонка 3: Ад» (англ. Death Race 3: Inferno, также известный как Смертельная гонка 3 и Смертельная гонка: Ад) — кинофильм 2012 года. Приквел фильма «Смертельная гонка» и сиквел фильма «Смертельная гонка 2». Фильм вышел 22 ноября 2012 года в Канаде на DVD, а 20 января 2013 года — в США. Съёмки проходили в ЮАР. За ним последовала Смертельная гонка 4: Вне анархии в 2018 году.

## Сюжет
Владелец Смертельной гонки, Вейланд был вынужден продать права Найлсу Йорку, амбициозному и безжалостному британскому миллиардеру, который приобрел права в результате враждебного поглощения и намеревается перенести Death Race в Южную Африку. Перед отъездом Вейланд уговаривает Карла Лукаса, также известного как Франкенштейн, исправить лицо, которое было изуродовано во время опасной для жизни аварии в предыдущем фильме. Поскольку Лукасу остается всего одна победа до свободы, Йорк боится потерять огромную базу фанатов Франкенштейна и угрожает убить Лукаса, если он выиграет свою пятую гонку.
Когда команда с Терминального острова достигает объекта в Южной Африке, вспыхивает драка, вынуждая Лукаса в образе Франкенштейна вмешаться. Однако его маска сбивается во время боя, открывая его команде Катрину Бэнкс, Голдберг и Сообщает, что он скрывал свою личность за маской во время предыдущих гонок.
Перед первой гонкой группа женщин-навигаторов соревнуется друг с другом, чтобы принять участие в «Войнах навигаторов», вооруженном бою насмерть в стиле гладиаторов. Шоу теперь ведет и продюсирует Сатана [кто?] От имени Найлза Йорка. Десять выживших штурманов, в том числе Катрина, приписаны к своим водителям. После этого всем участникам гонки стреляют в шеи с помощью GPS-трекеров, чтобы шоураннеры могли отслеживать их и, при необходимости, убивать, если они попытаются сбежать.
Первая гонка в пустыне Калахари показывает, как местность требует стратегии гонок, полностью отличающейся от той, что используется на тюремной трассе острова Терминал. Лукасу удается вернуть доверие Голдберга, но не Катрины.Соревнуются одиннадцать гонщиков, но Шакал начинает с прыжка, но его взрывает следящая ракета. Три гонщика и их навигаторы погибают во время гонки, а Бритва побеждает Франкенштейна и выигрывает первый день.
Катрина, все еще убитая горем из-за того, что Лукас все это время скрывал от нее свое выживание, отдаляется от него. Когда Голдберг получает рану в результате очередной драки, которая следует за этим, хирург шоу, Оливия, заигрывает, и они устанавливают отношения. Чтобы заставить Катрину ревновать, Сатана приказывает навигатору Психо Эмбер заняться сексом с Лукасом.
Сатана и Найлз Йорк начинают подозревать, что Лукас что-то замышляет из-за его небунтарского отношения к вынужденному проигрышу. В другом месте Лукас встречается со своей командой, извиняясь и объясняя, с чем они столкнулись. Вернув себе всеобщее доверие, Лукас также говорит, что заключил «новую сделку».
Вторая гонка начинается с гибели еще трех команд. Фьюри убита после того, как ее обманула Ольга Браун (первая женщина-гонщик в «Смертельной гонке»), и ее, в свою очередь, сбивает Бритва. Рэйзор изо всех сил пытается справиться с Лукасом и Психо, прежде чем к троим присоединяются 14K, выведя из строя грузовик Неро, прежде чем оставить его, чтобы его забила до смерти разъяренная толпа местных жителей. Вторая гонка заканчивается победой Лукаса, но Голдберг попадает под взрыв, вызванный шальными пулями местных враждебных военачальников, и Оливия объявляет его мертвым.
Йорк напоминает Лукасу, что он должен проиграть свою следующую гонку на 14 км, иначе он заставит Катрину пытать. Сатана обнаруживает, что Йорк хочет заменить ее в качестве продюсера и исключить ее из Смертельной гонки, чтобы он мог взять на себя управление. Перед следующей гонкой Катрина признается Лукасу в любви, а Лукас признается, что не спал с Эмбер.
Перед финальной гонкой Психо и Лукас беседуют о личности Франкенштейна и о том, был ли Лукас первым или даже последним. Во время финальной гонки Найлс Йорк полон решимости не дать Лукасу победить любой ценой. Бритва выводит из строя машину Психа, и Психо умирает в огне, а невредимая Эмбер остается наедине с неизвестной судьбой. Лукас берет на себя инициативу, а Йорк впадает в бешенство и приказывает убить его ракетой слежения.Однако 14K стреляет сигнальными ракетами, чтобы отклонить ракету и уничтожить ее, спасая свою жизнь и выплачивая свой долг «жизнь за жизнь» за гонку на Терминальном острове. Йорку надоела Пруденс, его секретарь, которая все время была против его безжалостных действий, и увольняет ее.
Лукас занимает лидирующие позиции и по пути убивает многих тюремных охранников. По неожиданному повороту Лукас отказывается от лидерства на 14 км и отправляется на поиски Йорка. Сатана приковывает Йорка наручниками к столу за его предательство. Лукас врезается на своей машине в диспетчерскую и взрывается, охватывая комнату пламенем. Похоже, что все, кроме Лукаса с изуродованным лицом, погибли в авиакатастрофе. Однако в медицинском учреждении Лукас кричит, что он Найлз Йорк, а не Франкенштейн. Оливия, Листс и чип GPS-слежения подтверждают, что это Лукас/Франкенштейн, и сообщают об этом Пруденс, которая заменяет покойного Найлза Йорка. Она возвращает Смертельную гонку на Терминальный остров и назначает Хеннесси ответственным за гонку, а также нанимает «Тренера» в качестве замены покойного Голдберга.
В серии воспоминаний выясняется, что «новая сделка» Лукаса заключалась в том, что он заключил сделку с Вейландом в больнице, предоставив Оливию в качестве инсайдера, инсценировав смерть Голдберга, заставив Сатану уступить Вейланду, поймав Найлса Йорка в ловушку в диспетчерской справа. перед запланированной автокатастрофой, Лукас и Катрина тайно катапультируются из машины перед аварией, Оливия вставляет GPS-трекер с удостоверением личности Франкенштейна в тело Йорка, все сбегают из тюрьмы, а Йорк и Катрина объявляются мертвыми.Теперь, когда Йорк официально «мертв», Вейланд восстанавливает контроль над Смертельной гонкой и предоставляет команде свободу, хотя Листс отказывается и возвращается на Терминальный остров. Вейланд платит Лукасу и его команде значительную сумму денег за их помощь, которую они используют для переезда. Между тем, потерпев поражение в своей собственной грязной игре, Йорк теперь вынужден носить личность Франкенштейна, надеясь обрести свободу и отомстить, участвуя в гонках на Терминальном острове в будущем.

## В ролях
- Люк Госс — Карл Лукас / Франкенштейн
- Винг Рэймс — Вейланд
- Дэнни Трехо — Голдберг
- Дугрей Скотт — Найлс Йорк
- Танит Феникс — Катрина Бэнкс
- Робин Шу — 14К
- Фредерик Кёлер — Листс
- Роксана Хейуорд — Прюденс
- Лэнгли Кирквуд — доктор Клейн
- Таня Ван Граан — Эмбер
- Ким Энгельбрехт — Келли О’Доннелл

## Прием
Смертельная гонка 3 получила смешанные отзывы от критиков и зрителей. Агрегатор обзоров Rotten Tomatoes сообщает, что 50% из 6 опрошенных критиков дали фильму положительную оценку; средний рейтинг составил 5,1/10. Скотт Фой из Dread Central оценил его на 3/5 звезд и написал: «Фильмы, подобные «Смертельной гонке 3», подобны кусочку жевательной резинки — вкус мимолетный, вы выплевываете его, когда закончите, не задумываясь, но это дало вам небольшое исправление, которое вы искали. DVD Verdict назвал это «в конечном счете громкой и утомительной рутиной». он быстрый, гладкий, приятно пустой, достаточно энергичный, чтобы прорваться через финишную черту».